# Association of Universities for Research in Astronomy

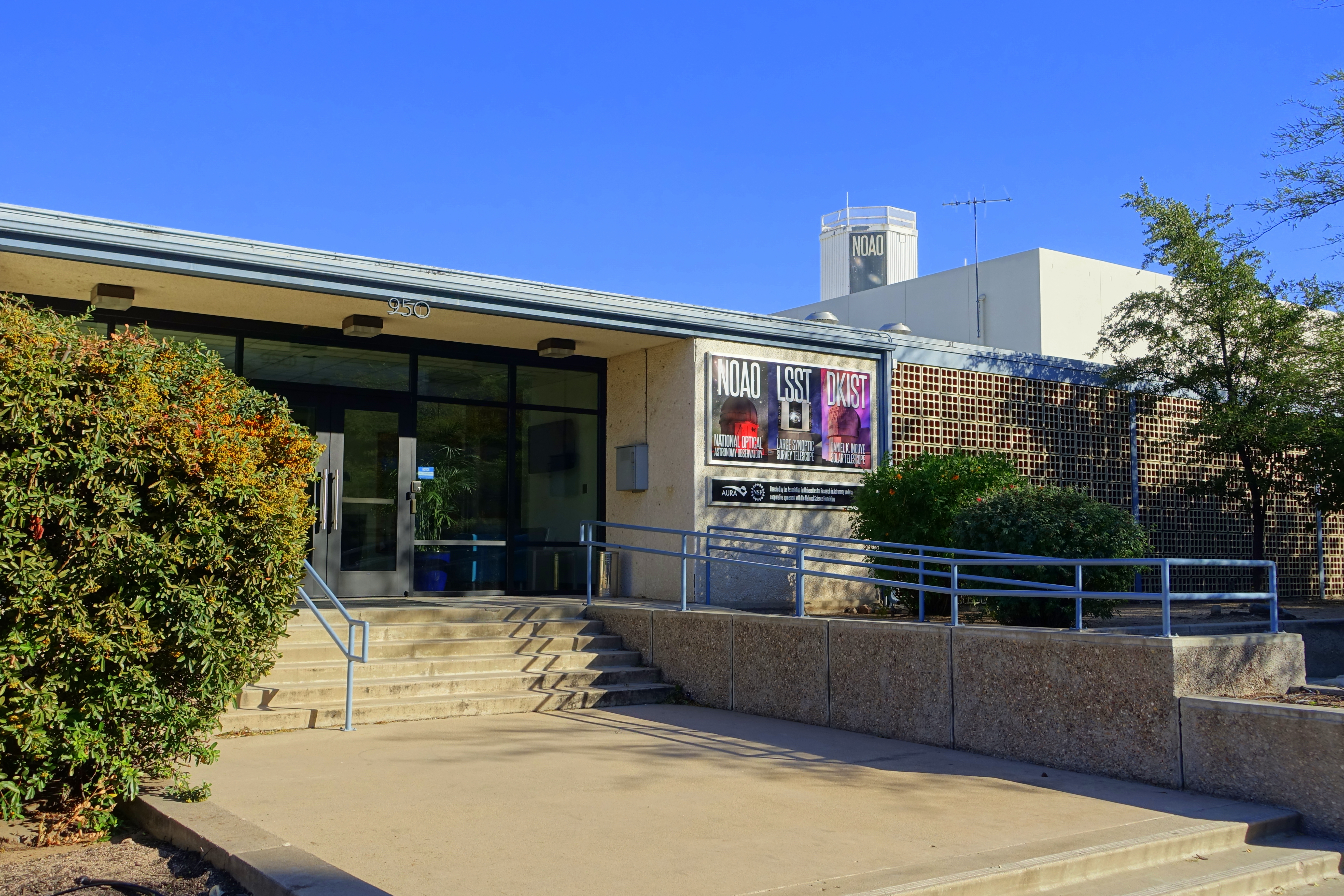
Associação de Universidades para Pesquisas em Astronomia

A Association of Universities for Research in Astronomy (AURA, em português: Associação de Universidades para Pesquisas Astronômicas) é um consórcio composto por universidades e outras instituições científicas que operam observatórios e telescópios astronómicos com sede em Washington, D.C.. Foi fundada em 10 de Outubro de 1957 e não é lucrativa.
No começo em sua fundação, a AURA tinha consórcios com apenas 7 universidades dos Estados Unidos (California, Chicago, Harvard, Indiana, Michigan, Ohio e Winconsir). Atualmente, a AURA têm como membros 38 instituições norte-americanas e 7 instituições de outros países.
A AURA começou como uma pequena organização baseada no estudo da Astronomia óptica. Hoje em dia, ela é responsável pela operação dos observatórios:
- Gemini Observatory
- National Optical Astronomy Observatories (NOAO)
- National Solar Observatory (NSO)
- Space Telescope Science Institute (STScl) e o
- New Initiative Office  (NIO)